# Gypona patula
Gypona patula är en insektsart som beskrevs av Delong och Martinson 1972. Gypona patula ingår i släktet Gypona och familjen dvärgstritar. Inga underarter finns listade i Catalogue of Life.